# Francesco Mignone
Francesco Mignone (Savona, 4 giugno 1884 – Fossalta di Piave, 17 giugno 1918) è stato un militare italiano, decorato di medaglia d'oro al valor militare alla memoria nel corso della prima guerra mondiale.

## Biografia
Nacque in via Montenotte a Savona il 4 giugno 1884, figlio di Lorenzo, sottoispettore forestale, e di Carlotta Buzzi Langhi. Rimasto orfano di padre fin da bambino, seguì la madre, originaria di una nobile famiglia piemontese, a Torino, dove frequentò le scuole elementari e le medie e conseguì la licenza liceale presso il Liceo Gioberti. Nel novembre 1904 si arruolò nel Regio Esercito, entrando nella Regia Accademia Militare di Modena per frequentarvi un corso per allievi ufficiali, uscendone due anni con il grado di sottotenente dell'arma di fanteria, assegnato in servizio presso l'85º Reggimento fanteria. Promosso tenente nel 1909, all'inizio del conflitto con l'Impero ottomano partì per la Cirenaica con il 20º Reggimento fanteria e, dopo la firma del trattato di pace di Ouchy, al comando di una centuria di bande indigene, per il combattimento di Zavia es Gaffa nel luglio 1913 fu decorato di medaglia d'argento al valor militare. La seconda medaglia d’argento al valor militare gli venne conferita per il fatto d’arme di Tecniz del 16 settembre dello stesso anno. Rientrato in patria nel luglio 1914 con la promozione a capitano, pochi mesi dopo, nell'aprile 1915, ritornò in Africa perché assegnato, a domanda, al Regio corpo truppe coloniali d'Eritrea, posto al comando del XII Battaglione Indigeni. Rimpatriato nell’aprile 1917, assunse il comando del II Battaglione del 247º Reggimento fanteria della Brigata Girgenti e partecipò nel maggio successivo alla conquista del Monte Vodice, meritandosi una medaglia di bronzo al valor militare. Ferito una prima volta, non abbandonò il suo posto di combattimento, ma, rimasto ferito ancora e in modo più grave ad un braccio, fu costretto al ricovero in ospedale. Una volta guarito e promosso maggiore, alla fine del gennaio 1918, fu nuovamente in linea coi fanti del 232º Reggimento fanteria della Brigata Avellino. Comandante del III Battaglione schierato a difesa dell'ansa di Lampol, nel settore di Fossalta, sul basso Piave, con l'inizio della battaglia del solstizio, contrastò per tre interi giorni l'attacco nemico. Benché tutta la linea difensiva italiana fosse stata fatta arretrare sotto la pressione austriaca, egli, respingendo col suo battaglione gli attacchi nemici, trasformò l'ansa di Lampol in un vero ridotto difensivo. I combattimenti del 17 giugno posero fine alla battaglia e quel giorno cadde durante un combattimento corpo a corpo con le truppe nemiche. Con Regio Decreto del 31 maggio 1923 gli fu conferita la medaglia d'oro al valor militare alla memoria. I suoi resti riposano nell'ossario di Fagarè della Battaglia. A lui sono state dedicate le scuole elementari di Legino e una via a Savona.

### Annotazioni
1. ↑  Emulando così in valore il fratello Riccardo, tenente d'artiglieria, caduto poi eroicamente a Tolmetta.

### Fonti
1. 1 2 3 4 5 6 7 8  Combattenti Liberazione.
2. ↑  Carolei, Greganti, Modica 1968, p. 84.
3. 1 2 3 4  Coltrinari, Ramaccia 2018, p. 83.
4. ↑  Grande Guerra Veneto.
5. ↑   Medaglia d'oro al valor militare Francesco Mignone, su quirinale.it, Quirinale. URL consultato il 10 ottobre 2011.
6. 1 2   Medaglia d'argento al valor militare Francesco Mignone, su decoratialvalormilitare.istitutonastroazzurro.org, Istituto Nastro Azzurro.
7. ↑   Medaglia d'argento al valor militare Francesco Mignone, su decoratialvalormilitare.istitutonastroazzurro.org, Istituto Nastro Azzurro.
8. ↑   Medaglia di bronzo al valor militare Francesco Mignone, su decoratialvalormilitare.istitutonastroazzurro.org, Istituto Nastro Azzurro.